# جيمي كورت
جيمي كورت (بالإنجليزية: Jamie Court)‏ هو عضو مجموعة ضغط أمريكي، ولد في 28 أبريل 1967 في سوفرن في الولايات المتحدة.